# Sveta Ana v Slovenskih goricah
Sveta Ana v Slovenskih goricah, pogosto zapisano okrajšano kot Sv. Ana v Slovenskih goricah, je naselje in središče Občine Sveta Ana.